# 为奴十二年
《为奴十二年》（英語：12 Years a Slave）是一部2013年英国导演史蒂夫·麦奎因执导的历史剧情片，改编自所羅門·諾薩普于1853年所著的自传小说《为奴十二年》。讲述在美國南北戰爭前的1841年，一名原属自由人的黑人，在華盛頓特區遭绑架並被賣往路易斯安那州作奴隶，從此開始12年的奴隶生涯并最终获得自由的故事。本片由約翰·瑞雷担任编剧，布拉德·皮特的Plan B公司制作，皮特亦担任制片人及參與演出，切瓦特·埃加福特主演。美国由福斯探照灯影业发行于2013年10月18日上映，台湾於2014年3月14日上映。
本片收获了高口碑和许多奖项，包括第38届多伦多电影节“人民选择奖”、金球奖最佳剧情片、美國製片人公會獎最佳影片和英国电影学院奖最佳影片，以及第86届奥斯卡金像奖最佳影片、最佳改编剧本和最佳女配角三个奖，史蒂夫·麦奎因也因此成为首位获得奥斯卡最佳影片的非裔电影导演。

## 剧情
1841年的纽约州萨拉托加，生活富裕、原属自由人的黑人所罗门·诺萨普是一名小提琴演奏者，他有一个妻子安妮和一对子女。一天，布朗、汉密尔顿两位白人对诺萨普声称他们是华盛顿特区一家马戏团的工作人员，正在寻找一名伴奏师，不料诺萨普跟随两人来到华盛顿特区后，在被灌醉后醒来他才发现自己已被卖做一名黑奴。尽管起初他对奴隶贩子声称自己是名自由人，却遭到对方的肆意殴打，認為諾薩普是一名從喬治亞州逃出來的黑奴，因為當時美國南部存在相當嚴重的奴隸制度。
经过水路，诺萨普与另外几名黑奴一起被运至路易斯安那州，他被当作奴隶被卖给了一位名叫福特的年轻男子，在其庄园里做伐木工作。尽管诺萨普工作认真负责，却引起年轻的木工工头约翰·提毕茨的不满。随着两人的关系愈发紧张，诺萨普在一次自卫行动中打了提毕茨一顿，因此诺萨普很快受到提毕茨带人前来的报复，幸得监工的相助，诺萨普才活了下来。
后来福特为了让诺萨普不再受提毕茨的伤害，将其卖给了绰号为“黑人杀手”的中年奴隶主埃德温·埃普斯，在其庄园里摘棉花。在此长期的劳作期间，由于埃普斯要求苛刻，许多黑奴因每天的棉花收摘量不合要求而遭到鞭打，他目睹了许多黑奴的悲剧，其中尤以一名年轻女黑奴帕西的命运最为深刻——帕西由于受到埃普斯的垂涎而遭到埃普斯之妻玛丽的歧视和虐待，尽管她每天收获着数量最多的棉花，却一直过着痛苦的生活，帕西请求诺萨普结束她的生命以结束她的苦难生活，然而诺萨普面对对此请求却无法答应。
有一天，一位加拿大的木工赛谬尔·巴斯前来为埃普斯造房屋，由于巴斯痛恨奴隶制所以同情黑奴，诺萨普秘密请他为幫自己寫一封信给北方的朋友們，讓他們拿自由證明来解救自己。终于有一天，正在田里劳作的诺萨普被一位当地的警官叫来询问，在回答了一系列问题并与同乡之人帕克先生相认后，他的自由民身份得到确认，被送回了纽约州的家乡。失去了诺萨普的埃普斯愤怒异常，声称要通过法律手段赢得诺萨普的归属权。
回到老家后，诺萨普同分开12年之久的妻子安妮、儿子阿朗佐、已婚并生子的女儿玛格丽特、女儿的丈夫、自己的孙子所罗门重逢团聚。不过奴隶贩子布朗、汉密尔顿等人在诉讼中并未败诉。诺萨普根据个人经历，写了一本控诉黑奴制的自传《为奴十二年》于1853年出版。

## 演員
- 切華度·艾席霍 - 所羅門·諾薩普[10]
- 迈克尔·法斯宾德 - Edwin Epps，残酷的农场主[11]
- 本尼迪克特·康伯巴奇 - William Ford，浸信会传教士、奴隶主[11]
- 保羅·達諾 - John Tibeats[11]，William Ford的木工工头
- 保罗·吉亚玛提 - Theophilus Freeman[11]
- 露琵塔·尼詠歐 - Patsey，Epps农场的奴隶[11]
- 畢·彼特 - Samuel Bass，加拿大木工[11]
- 阿爾法·伍達德（英语：Alfre Woodard） - Mistress Harriet Shaw[11]
- 莎拉·保羅森 - Mary Epps, Edwin Epps的妻子[11]
- 葵雯贊妮·華莉絲 - Margaret Northup, Solomon Northup的女儿[11]
- Dwight Henry（英语：Dwight Henry (actor)） - Uncle Abram[11]
- 邁克·肯尼斯·威廉姆斯 - Robert[11]
- 加納特·迪拉胡特 - Armsby[10]
- 史考特·麥奈利 - Brown[10]
- 露絲·奈嘉 - Celeste[10]
- Adepero Oduye（英语：Adepero Oduye） - Eliza[10]
- Chris Chalk（英语：Chris Chalk） - Clemens Ray

## 制作
2008年导演史蒂夫·麦奎因对编剧約翰·瑞雷表示，自己有兴趣拍摄一部美国奴隶制题材的电影。后来麦奎因的合作伙伴 Bianca Stigter 将所罗门所著的书籍推荐给了麦奎因，麦奎因读完后被书中故事深深震动，认为它与二战期间由少女安妮·弗兰克所写的《安妮日记》一样有重要的历史价值，决定将其改拍成电影，此后得到 Plan B 等影视公司的支持。2011年8月，麦奎因宣布确定开拍本片，并由英国非裔演员切瓦特·埃加福特担纲主演。
影片预算为2000万美元，2012年6月27日在新奥尔良开拍，拍摄了七周的时间，同年8月13日杀青。著名配乐家汉斯·季默为影片作曲配乐，由于情节的需要，还特别由美国音乐家 Nicholas Britell 创作、Tim Fain 演奏了一些小提琴音乐。

## 评价
影片在第38届多倫多电影节亮相後，無論是导演、剧本还是表演和配乐皆獲讚譽。美国正式上映後，媒體綜評高達97分，《倫敦時報》、《NPR》、《環球郵報》、《Salon.Com》、《纽约邮报》、《华盛顿邮报》、《芝加哥太阳报》、《洛杉矶时报》、《纽约每日新闻》、《华尔街日报》、《芝加哥论坛报》、《滚石》、《娱乐周刊》、《纽约观察者》、《国家电影》、《纽约客》、《时代周刊》、《卫报》等等許多媒體給予滿分，为Metacritic网站2013年度评分最高电影；烂番茄新鲜度96%。被《时代周刊》选为年度十佳影片第九名。
美媒代表性评价：“质朴、原始且坚贞不屈，絕對是部偉大電影”，“充满了愤怒、无奈、委屈和感动的影片，一曲长达12年的悲傷挽歌，一曲長達12年的愛戀之曲”，“导演在影片中完整展现那個時代文化背景下的城市、人物、土壤和精神面貌，紥实的故事背景更为影片增添极高的可信度”，“远非传统荷里活式“救赎”类影片模式，整部作品成熟而冷静，混杂着巧妙的设计与深入情感”，“影片並無向想象的那样愤然诅咒奴隶制度，也無预期那样烘托苦難以展開幸福宣言。我的评价就是它很真实，它就是历史”。

## 票房
美国票房为5670万美元，全球累计1.877亿美元。臺北市首周末收获204万新台币列第六位。